# Russell 3000
| Russell 3000             | Russell 3000            |
| ------------------------ | ----------------------- |
| Russell Investment Group |                         |
| Stammdaten               |                         |
| Staat                    | Vereinigte Staaten      |
| Börse                    | New York Stock Exchange |
| ISIN                     | nicht bekannt           |
| WKN                      | nicht bekannt           |
| Symbol                   | RUA                     |
| RIC                      | ^RUA                    |
| Bloomberg-Code           | RAY <INDEX>             |
| Kategorie                | Aktienindex             |
| Typ                      | Kursindex               |
| Familie                  | Russell                 |

Der Russell 3000 ist einer der weltweit größten Aktienindizes. In ihm sind die 3000 Unternehmen mit der höchsten Marktkapitalisierung in den USA gelistet. Der Russell 3000 steht in Konkurrenz zum Wilshire 5000-Index des Verlagshauses Dow Jones.

## Berechnung
Der Russell 3000 ist ein Kursindex und repräsentiert 98 Prozent der Marktkapitalisierung  der US-amerikanischen Aktienmärkte. Er setzt sich aus allen Aktiengesellschaften des Russell 1000 und Russell 2000 zusammen. Berechnet wird der Index nach der Wertindex-Formel, die als Meßzahl die Gesamtwertveränderung angibt. Der Russell 3000 wird nicht um Dividendenzahlungen bereinigt. Kapitalmaßnahmen wie Aktiensplits haben keinen (verzerrenden) Einfluss auf den Index.
Das Anlageuniversum beinhaltet alle Unternehmen mit Sitz in den USA, die an der  New York Stock Exchange (NYSE), der NYSE Amex (früher American Stock Exchange) und der NASDAQ gelistet sind. Die Gewichtung erfolgt nach der Marktkapitalisierung. Über eine Aufnahme in den Index entscheidet die Investment- und Beratungsfirma  Russell Investment Group. Die Zusammensetzung des Index wird jährlich überprüft. Die Berechnung wird während der NYSE-Handelszeit von 9:30 bis 16:00 Ortszeit (15:30 bis 22:00 MEZ) jede Sekunde aktualisiert.

## Geschichte
Der Russell 3000 wurde 1984 von der Investment- und Beratungsfirma Russell Investment Group entwickelt und auf monatlicher Basis bis 1978 zurückgerechnet. Er ist so definiert, dass der Index am 31. Dezember 1986 den Wert 140 angenommen hätte.
Ein Meilenstein in der Entwicklung des Russell 3000 war der 3. Juli 1997, als er den Handel mit 504,97 Punkten erstmals über der 500-Punkte-Marke beendete. Der Index markierte auch in den folgenden Jahren weitere Rekordstände. Am 17. März 1998 schloss er mit 600,50 Punkten zum ersten Mal über der Marke von 600 Punkten.
Die Marke von 700 Punkten überwand der Index erstmals am 5. April 1999 mit einem Schlussstand von 701,55 Punkten. Am 16. März 2000 schloss er mit 810,46 Punkten zum ersten Mal über der 800-Punkte-Marke. Bis 24. März 2000 stieg der Index auf 844,78 Punkte, was für sieben Jahre sein Allzeithöchststand blieb. Mit dem Platzen der Spekulationsblase im Technologiesektor (Dotcom-Blase) fiel der Russell 3000 bis 9. Oktober 2002 auf einen Schlussstand von 430,16 Punkte. Das war ein Rückgang gegenüber März 2000 um 49,1 Prozent.
Der 9. Oktober 2002 bedeutete das Ende der Talfahrt. Ab Herbst 2002 begann der Index wieder zu steigen. Am 7. Februar 2007 schloss er mit 845,78 Punkten über seinem Hoch von März 2000. Am 13. Juli 2007 schloss der Russell 3000 mit einem Schlussstand von 901,98 Punkten erstmals über der 900-Punkte-Marke. Ein Allzeithoch markierte der Index am 9. Oktober 2007, als er mit 907,58 Punkten schloss.
Im Verlauf der internationalen Finanzkrise, die im Sommer 2007 in der US-Immobilienkrise ihren Ursprung hatte, begann der Index wieder zu sinken. Am 27. Oktober 2008 schloss er mit 485,25 Punkten erstmals seit 25. April 2003 unter der Grenze von 500 Punkten. Auf den tiefsten Stand seit 24. September 1996 fiel der Russell 3000 am 9. März 2009, als er den Handel mit 389,61 Punkten beendete. Seit dem Allzeithoch vom 9. Oktober 2007 entspricht das einem Rückgang um 57,1 Prozent.
Der 9. März 2009 bedeutete das Ende der Talfahrt. Ab dem Frühjahr 2009 war der Börsenindex wieder auf dem Weg nach oben. Bis zum 29. April 2011 stieg er um 109,5 Prozent auf einen Schlussstand von 816,66 Punkten.